# Marchese di Conyngham

Stemma.

Henry Conyngham, della contea di Donegal, venne nominato Marchese di Conyngham nel 1816 nella parìa d'Irlanda. Fu il  I Conte di Conyngham, pronipote di un altro Conte omonimo, membro di una famiglia di origine scozzese, che si stabilì nella contea di Donegal, in Irlanda, nei primi anni del XVII secolo.
Fondatore della dinastia in Irlanda fu Alexander Conyngham, rettore della cattedrale di Raphoe. Lord Henry fu membro sia della Camera dei Comuni irlandese che della Camera dei Comuni britannica, e servì sia come Vice Ammiraglio dell'Ulster che come governatore delle contee di Donegal e Londonderry. Nel 1753 lord Henry venne nominato barone di Conyngham e di Mount Charles, mentre nel 1756 fu nominato visconte di Conyngham.
Lord Conyngham non aveva figli e nel 1781 alla sua morte, si estinsero tutti i titoli che aveva acquisito. Alla baronia gli succedette suo nipote Francis, figlio maggiore di Mary, sorella del primo conte di Conyngham. Il nuovo barone di Conyngham, che in precedenza aveva rappresentato Killybegs e la contea di Clare nella Camera dei Comuni irlandese, assunse, con una licenza reale, il cognome di Conyngham.
Al secondo barone successe il fratello gemello, generale nella British Army. Nel 1789 fu nominato visconte di Conyngham e visconte di Mount Charles della contea di Donegal, Nel 1797 fu nominato visconte di Mount Charles, conte di Conyngham, e visconte Slane, nella contea di Meath . Infine nel 1816 fu nominato conte di Mount Charles e marchese di Conyngham, della contea di Donegal.
Tutti questi titoli erano nella parìa d'Irlanda. Nel 1821 fu anche nominato barone di Minster, della contea di Kent, pari del Regno Unito, conseguendo automaticamente un posto alla Camera dei lord. Il suo terzo figlio, Lord Albert Denison Conyngham, prese nel 1849 il cognome di Denison al posto di Conyngham per ereditare le notevoli fortune dello zio materno William Joseph Denison, e, nel 1850 ammesso alla parìa come Barone Londesborough.
A Henry Conyngham successe il figlio, Francis, secondo marchese. Come suo padre, divenne generale dell'esercito, e come Lord Steward, Postmaster General. Suo figlio maggiore, George, terzo marchese, divenne tenente generale dell'esercito britannico.
Alla sua morte il titolo passò a suo figlio maggiore Henry, quarto marchese, Vice Ammiraglio dell'Ulster. Gli succedettero due dei suoi figli, Victor, quinto marchese, e Frederick, sesto marchese. Il figlio di Frederick, omonimo, gli succedette nel 1974 come settimo marchese, seguito da suo figlio Henry nel 2009, ottavo marchese. 

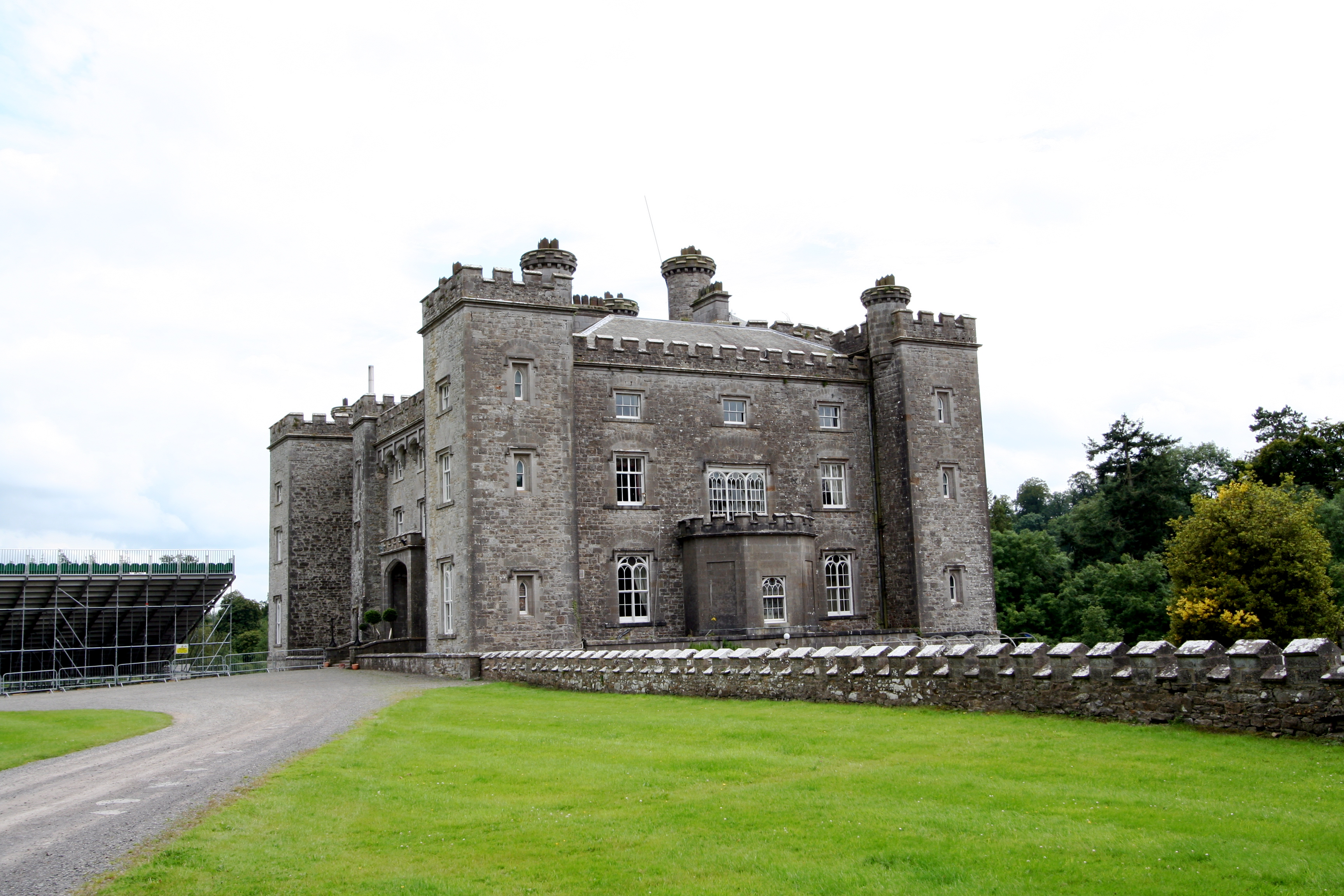
Slane Castle, sede del Marchesi Conyngham.

La residenza della famiglia è a Slane Castle, nella contea di Meath.

## Conti di Conyngham (1781)
- Henry Conyngham, I conte Conyngham, I barone Conyngham (1705-1781)

## Baroni di Conyngham (1781)
- Francis Conyngham, II barone di Conyngham (1725-1787)
- Henry Conyngham, III barone di Conyngham (1766-1832) (creato marchese Conyngham nel 1816)

## Marchesi di Conyngham (1816)
- Henry Conyngham, I marchese di Conyngham (1766-1832)
- Francis Conyngham, II marchese di Conyngham (1797-1876)
- George Conyngham, III marchese di Conyngham (1825-1882)
- Henry Conyngham, IV marchese di Conyngham (1857-1897)
- Victor Conyngham, V marchese di Conyngham (1883-1918)
- Frederick Conyngham, VI marchese di Conyngham (1890-1974)
- Frederick Conyngham, VII marchese di Conyngham (1924-2009)
- Henry Conyngham, VIII marchese di Conyngham (1951-2025)

L'erede è il figlio maggiore dell'attuale marchese Alexander Burton Conyngham, conte di Mount Charles (1975).